# Lidio Cipriani
Lidio Cipriani, né le 17 mars 1892 à Bagno a Ripoli et mort le 8 octobre 1962 à Florence, est un anthropologue, ethnologue et explorateur italien qui a réalisé de nombreux voyages en Afrique et en Asie dans la première moitié du XXe siècle. Très proche du régime fasciste de Benito Mussolini, il a été implique dans la Seconde guerre italo-éthiopienne (1935-1936) et fut l'un des signataires du Manifeste de la race en 1938 dans lequel il défend ardemment l'infériorité des populations africaines et, à ce titre, la légitimité des conquêtes coloniales.

## Biographie
Lidio Cipriani est notamment connu pour toute une série de moulages de visages, dits masques faciaux, réalisés en Libye et en Éthiopie sur les populations locales.

## Publications
- In Africa dal Capo al Cairo, éditions R. Bemporad & figlio, Florence, 1932
- « Report on a Survey of the Little Andaman during 1951-53 », Bulletin of the Department of Anthropology, vol. 2, no 1, 1953, pp. 61–82
- The Andaman Islanders, New York, éditions Frederick A. Praeger, 1966